# Pedro de Alcântara Cavalcanti de Albuquerque
Pedro de Alcântara Cavalcanti de Albuquerque (* 26. November 1884; † 18. Mai 1960) war ein brasilianischer General.

## Leben
Alcântara Cavalcanti de Albuquerque absolvierte eine Offiziersausbildung im Heer (Exército Brasileiro) der Streitkräfte (Forças Armadas do Brasil) und fand im Anschluss verschiedene Verwendungen als Offizier sowie Stabsoffizier. Er war zwischen dem 2. Februar 1925 und dem 19. Mai 1929 Kommandeur des 1. Kavallerieregiments und wurde als solcher am 23. Juni 1927 erst zum Oberstleutnant sowie am 4. Juli 1929 zum Oberst befördert. Nach anderen Verwendungen war er zwischen 1932 und 1933 zunächst Kabinettschef im Kriegsministerium sowie von 1933 bis 1934 während der Abwesenheit von Augusto Inácio do Espírito Santo Cardoso kommissarischer Kriegsminister. Am 18. Januar 1934 wurde er zum Brigadegeneral befördert und fungierte zwischen 1935 und 1937 als stellvertretender Chef des Generalstabes. Später war er nach seiner Beförderung zum Generalmajor am 23. Januar 1941 Kommandeur der 5. Militärregion (5.ª Região Militar) sowie zwischen dem 26. Mai 1942 und 1942 Kommandeur der 4. Militärregion (4.ª Região Militar), ehe er von 1942 bis 1943 Generalinspekteur der 1. Gruppe der Militärregionen war. Im Dezember 2016 wurde er Nachfolger des bei einem Autounfall ums Leben gekommenen General Emílio Lúcio Esteves als Nachfolger als Generalinspekteur der 2. Gruppe der Militärregionen. Zuletzt war er zwischen 1947 und 1948 Oberkommandierender der Zentralen Militärzone.

## Weblink
- Eintrag in Generals.dk

| Personendaten    | Personendaten                                 |
| ---------------- | --------------------------------------------- |
| NAME             | Alcântara Cavalcanti de Albuquerque, Pedro de |
| KURZBESCHREIBUNG | brasilianischer Generalmajor                  |
| GEBURTSDATUM     | 26. November 1884                             |
| STERBEDATUM      | 18. Mai 1960                                  |